# Скулкин, Владимир Александрович
Владимир Александрович Скулкин (20 августа 1932, Новосибирск — 13 апреля 1999, Алма-Ата) — советский футболист, полузащитник, тренер. Мастер спорта СССР, Заслуженный тренер Казахской ССР (1976).

## Биография
Воспитанник новосибирского футбола.
В первые годы взрослой карьеры выступал в соревнованиях коллективов физкультуры за местные клубы «Дом офицеров» и «Крылья Советов». Окончил Новосибирский авиационный техникум (позднее также получил высшее образование) и работал на авиапредприятии им. В. П. Чкалова.
В ходе сезона 1954 года перешёл в свердловский ОДО (позднее — СКВО), выступавший в классе «Б». В 1955 году со своим клубом стал победителем класса «Б». В классе «А» дебютировал 1 апреля 1956 года в матче против московского «Спартака», а свой первый гол забил 24 июня 1956 года в ворота московского «Торпедо». Стал одним из двух игроков, вместе с Василием Бузуновым, сыгравшим все 22 матча своего клуба в высшей лиге, забил 2 гола. В 1957—1959 годах продолжал выступать за свердловский клуб в классе «Б», в 1958 году стал победителем зонального турнира класса «Б».
В 1960 году перешёл в «Кайрат» вместе с группой игроков из Свердловска — Гелием Шершевским, Германом Неверовым и Анатолием Черёмушкиным. Сразу же стал капитаном и ведущим диспетчером клуба. Дебютировал в основном составе в первом матче «Кайрата» в высшей лиге — 10 апреля 1960 года против ленинградского «Адмиралтейца». За пять сезонов сыграл в составе «Кайрата» более 100 матчей в высшей лиге.
В своём последнем сезоне в качестве игрока выступал за «Восток» (Усть-Каменогорск).
После окончания игровой карьеры стал тренером. Начинал как ассистент главного тренера в «Шахтёре» (Караганда) и «Востоке», также более 10 лет с перерывами работал в тренерском штабе «Кайрата». В качестве главного тренера дважды возглавлял «Восток» (1972—1975, 1982), а также тренировал алма-атинский СКИФ (1986—1988). В 1976 году награждён званием «Заслуженный тренер Казахской ССР». По состоянию на 1989 год был членом КПСС.
Скончался 13 апреля 1999 года, похоронен на кладбище «Баганашил» в Алматы рядом со своим сыном Игорем (1958—1997).